# Héctor Caño Díaz
Héctor Caño Díaz (Toledo, 1979) es un escritor, especializado en estudios culturales y cultura popular, interesado en los cómics y su relación con la historia contemporánea, que combina su actividad investigadora con la profesión docente. 

## Trayectoria
Sus primeros estudios (1998-2004) fueron en el Instituto Oficial de Radiotelevisión Española (IORTV) y la Escuela de Cine de la Comunidad de Madrid (ECAM) donde recibió enseñanza de maestros como Cruz Delgado (Don Quijote de La Mancha) y se graduó en Cine de animación. Posteriormente se licenció en Humanidades (2008-2013) por la Universidad de Castilla-La Mancha, donde fue Premio Extraordinario de Fin de Carrera, para realizar posteriormente un máster en Antropología Aplicada (2014-2015) en la misma universidad. En 2018 obtuvo el Doctorado Interuniversitario en Filosofía por las universidades de Alicante, Almería, Castilla-La Mancha, La Laguna, Murcia y Zaragoza con la tesis Del objetivismo de Ayn Rand a los cómics de Steve Ditko, perspectiva contemporánea del héroe en Estados Unidos dirigida por Gerardo López Sastre.
En 2005 fundó el sello editorial Eneasbeat Cartoon y Cómics destinado a publicar sus propias obras de cómic. Tras un periodo realizando cortometrajes de dibujos animados y diversas historietas institucionales y divulgativas para la Junta de Comunidades de Castilla-La Mancha, publicó álbumes más personales como Providence Dream y El Cine de los Pobres, luego recopilados en la novela gráfica Trilogía Americana, además de otros cuadernos que rinden homenaje a los héroes de la cultura popular como los dedicados a Supersonic Man de J.P. Simon y Sanchís, para darle una nueva dimensión y acercarlo al público de hoy.
Desde 2019 publica ensayos regularmente para editoriales universitarias. En La rebelión de Ayn Rand y Steve Ditko. Poder y Responsabilidad analizaba la obra gráfica del dibujante Steve Ditko (Spider-Man, Dr. Strange, The Question) y su relación con la filosofía del Objetivismo, aunque en su artículo posterior Ayn Rand y Steve Ditko. Héroes, egoísmo / altruismo y libertad para las Jornadas de Filosofía “Cinco Pensadoras para Problemas de Nuestro Tiempo” (CEP Córdoba, 2022) expresó que su principal preocupación era reivindicar la memoria del dibujante y su relevancia dentro de la historia del cómic.
Todos los Héroes establece un hilo conductor que presenta cómo van evolucionando los géneros literarios, adaptándose al público en diferentes contextos a través de las épocas y formatos hasta generar los arquetipos de la cultura popular actual.
Cómics en pantalla ofrece una vista panorámica que ayude a comprender el cómic adaptado como una corriente que se remonta hasta los orígenes del cinematógrafo y sigue ininterrumpidamente hasta llegar al presente, no una moda o una tendencia que viene y va en momentos coyunturales sino uno de los pilares del medio cinematográfico.
América. Cultura popular y anticultura repasa la cultura estadounidense desde los albores del siglo XX hasta el año 2020, prensa, radio, cómics, cine, televisión, Internet, el mercado editorial y su reflejo en los aficionados, con algunas pinceladas sobre los eventos socioculturales que pudieron impactar al país y sus repercusiones en el resto del mundo.
En la actualidad ejerce la docencia como Profesor de Historia para la Comunidad de Madrid.

## Obra principal
- La rebelión de Ayn Rand y Steve Ditko. Poder y Responsabilidad. Ediciones de la Universidad de Castilla-La Mancha y Universidad de Cantabria, 2019. Colección Enclaves Culturales núm. 4, ISBN 978-84-9044-355-2, OCLC 1334421000, 370 págs.[19]
- Todos los Héroes. Arquetipos heroicos en el pulp, los comics, la radio, el cine y la televisión norteamericana. Editum, 2021. Colección Signos núm. 48, ISBN 978-84-17865-79-5, OCLC 1250603865, 376 págs.[20]
- Cómics en pantalla. Adaptaciones al cine y televisión (1895-1989). Prensas de la Universidad de Zaragoza, 2022. Colección Humanidades núm. 175, ISBN 978-84-1340-439-4, OCLC 1337077890, 362 págs.[21][22]
- América. Cultura popular y anticultura. Genueve Ediciones, 2022. Colección Ciencias Sociales y Humanidades núm. 30, ISBN 978-84-18452-10-9, OCLC 1352724499, 454 págs.[23]